# Rudula
Koordinati:   43°23′36″N, 16°10′52″E
Rudula je majhen nenaseljen otoček v Jadranskem morju. Pripada Hrvaški.
Rudula leži zahodno od Šolte, med otočkoma Stipanska in Balkun, od katerega je oddaljena okoli 0,7 km. Površina otočka meri 0,063 km². Dolžina obalnega pasu je 1,0 km. Najvišji vrh je visok 17 mnm.